# Nudariina
Nudariina là một phân tông bướm đêm thuộc họ Erebidae. Phân tông này được Carl Julius Bernhard Börner khởi xướng năm 1920.

## Phân loại
Phân tông này từng được đặt ở cấp độ tông (Nudariini), thuộc phân họ Lithosiinae, họ Arctiidae.

## Chi
Dưới đây là các chi thuộc phân tông.
- Aberrasine
- Acco
- Adites
- Afrasura
- Albarrania
- Ammathella
- Ammatho
- Amphisine
- Apaidia
- Arctelene
- Argentosine
- Asparus
- Asura
- Asuridia
- Barsaurea
- Barsilene
- Barsine
- Barsochrista
- Barsura
- Boadicea
- Cabarda
- Callidarsine
- Caprimimodes
- Caulocera
- Celamodes
- Cernysura
- Chamaita
- Chiretolpis
- Chrysallactis
- Chrysasura
- Cincinasura
- Composine
- Conicornuta
- Crocodeta
- Cyana
- Cyclomilta
- Cyme
- Darantasia
- Delineatia
- Disparsine
- Eriomastyx
- Esmasura
- Eucyclopera
- Fangclia
- Floridasura
- Fossia
- Graptasura
- Hampsonascia
- Huangilene
- Idopterum
- Indiania
- Integrivalvia
- Karolia
- Lambulosia
- Longarista
- Longarsine
- Matsumursine
- Micrarsine
- Micronyctemera
- Miltochrista
- Miltochrista
- Moorasura
- Nanarsine
- Neasura
- Nebulene
- Nepita
- Niveutane
- Nudaria
- Nudariphleps
- Opsaroa
- Ovipennis
- Padenodes
- Paidia
- Paradohertya
- Paraheliosia
- Parvuspina
- Paurophleps
- Pseudobarsine
- Pseudomiltochrista
- Quadrasura
- Rubrindiania
- Sarbine
- Schistophleps
- Sesapa
- Stigmatophora
- Striatella
- Teinomastyx
- Thermograpta
- Thumatha
- Trichocerosia
- Tumicla
- Wittasura
- Xanthetis